# José Jiménez (beisbolista)
José Jiménez (nacido el 7 de junio de 1973 en San Pedro de Macorís) es un ex lanzador dominicano que jugó en las Grandes Ligas de Béisbol para los Indios de Cleveland, Rockies de Colorado y Cardenales de San Luis.
Con los Cardenales, Jiménez lanzó un no-hitter contra Randy Johnson y los Diamondbacks de Arizona el 25 de junio de 1999, barriéndolos con un marcador de 1-0. Es uno de los 20 lanzadores novatos que han lanzado un juego sin hits en la historia de las Grandes Ligas. En su segunda apertura después de haber hecho el no-hitter, volvió a contender con Johnson y los Diamondbacks, y volvió a triunfar por 1-0, al lanzar un juego completo. Esta vez, permitió dos imparables a los Diamondbacks.
En los Juegos Panamericanos de 2007, Jiménez dio positivo por una sustancia prohibida y fue posteriormente retirado de la competencia.